# Giuseppe Monti (botanico)
Giuseppe Monti (Bologna, 27 novembre 1682 – Bologna, 29 febbraio 1760) è stato un botanico italiano.
Dal 1722 al 1760 rivestì il ruolo di professore di botanica e prefetto dell'Orto botanico di Bologna. 
A lui è stato dedicato il genere Montia.